# Eschbach im Schwarzwald
Eschbach im Schwarzwald ist eine ehemalige Gemeinde und heutiger Ortsteil von Stegen in Baden-Württemberg.

## Geografie

### Geografische Lage
Die im Siedlungsgürtel von Freiburg im Breisgau im oberen Dreisamtal gelegene ehemalige Gemeinde Eschbach befindet sich im Naturpark Südschwarzwald ungefähr 10 km (Luftlinie) östlich von Freiburg. Sie breitet sich am Eschbach und seiner Nebenbäche aus. Der Eschbach ist ein Dreisamzufluss.

### Nachbargemarkungen
Nachbargemarkungen von Eschbach sind: St. Peter im Nordosten, Buchenbach im Südosten, Stegen im Süden, Glottertal im Norden.

### Gemeindegliederung
Zur ehemaligen Gemeinde Eschbach im Schwarzwald gehören die Zinken Berlachen, Engelberg, Hintereschbach,  Obertal, Reckenberg, Scherlenzendobel, Steurental und Untertal, die Höfe Domilishof, Gabelsgütchen, Grundhof, Kapphof, Molzenhof, Salzhof,  Fußenhäusle, Schönberghof, Geigerhäusle und Hilzihäusle.

## Geschichte
Im Jahr 1811 wurde der Ort dem Großherzogtum Baden zugeordnet und zunächst dem Stabsamt St. Peter (Oberamt St. Peter) und 1819 dem Landamt Freiburg zugeteilt. 1890 wurde Rechtenbach, das noch zu Stegen gehörte, mit Eschbach im Tausch gegen Reckenberg vereinigt. Am 1. Januar 1975 wurde durch Vereinigung der beiden Gemeinden Stegen und Eschbach im Schwarzwald die Gemeinde Stegen gebildet.

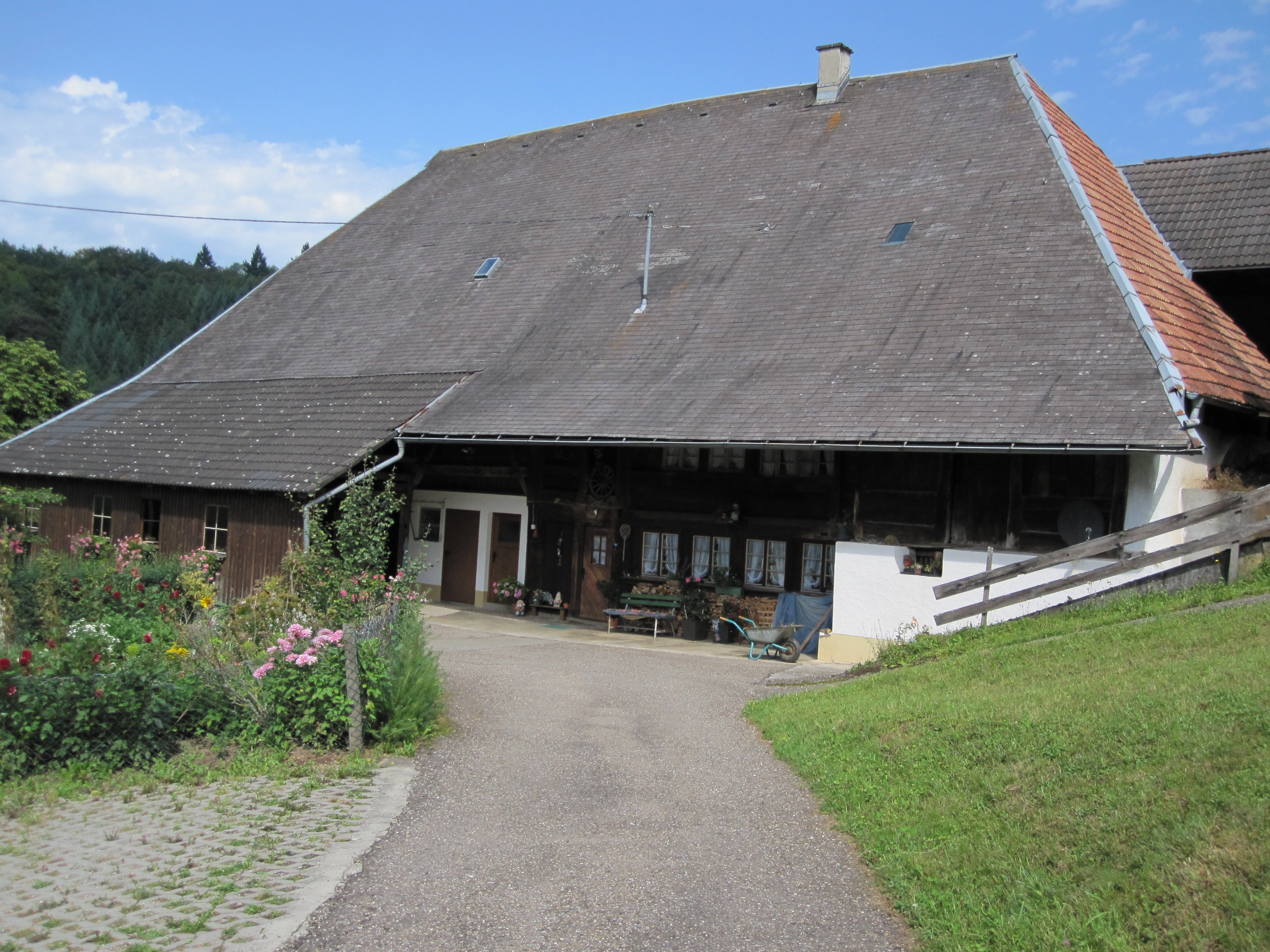
Hugmichelhof, Heidenhof älterer Form

Das Eschbachtal mit seinen Seitentälern wurde 1112 erstmals erwähnt und gehörte zum größeren Teil dem Kloster St. Peter auf dem Schwarzwald. Seit 1790 existiert die St.-Jakobus-Pfarrkirche am Nordostrand der Siedlung, entstanden aus dem Abrissmaterial der früheren Lindenbergkapelle auf dem Lindenberg. Der kleinere Teil, zuerst war der Gitzenhof Dinghof des Klosters Einsiedeln, gelangte schließlich an die Freiherren von Sickingen, bis sie ihren Besitz 1808 an das Land Baden verkauften. Die beide Teile Eschbachs wurden 1811 zu einer Gemeinde im Landamt Freiburg vereinigt. Die Gemeinde führte vom 23. Februar 1973 bis zur Vereinigung mit Stegen den Namenszusatz im Schwarzwald.